# الهلالي الشربيني
الهلالي الشربيني (12 مايو 1957-) هو وزير التربية والتعليم والتعليم الفني المصري خلال فترة 19 سبتمبر 2015 وحتى 16 فبراير 2017.

## حياته ونشأته
ولد الهلالى الشربينى في 12 مايو 1957، ويعد أستاذ تخطيط تربوى وإدارة تعليمية، وكان آخر المناصب التي تقلدها نائبًا لرئيس جامعة المنصورة لشئون التعليم والطلاب بقرار رئيس الوزراء الأسبق إبراهيم محلب.
تدرج الهلالى في العديد من الوظائف القيادية، حيث شغل منصب وكيل كلية التربية النوعية لشئون التعليم والطلاب لمدة 6 سنوات، وعميد كلية التربية النوعية لمدة 6 سنوات، ثم مستشار ثقافى في دولة ليبيا لمدة 4 سنوات حتى شغل منصب وكيل أول وزارة التعليم العالي لقطاع الشئون الثقافية والبعثات يوليو 2014 م. ومن أبرز مؤلفاته التخطيط الاستراتيجى واستخدامه في مؤسسات التعليم العالي، وبطاقة الأداء المتوازن كمدخل لقياس عائد الاستثمار الفكرى في مؤسسات التعليم العالي وماهية ما وراء المعرفة وعلاقتها بالتفكير والتعلم المنظم ذاتيا والاعتماد الأكاديمى لمؤسسات وبرامج إعداد المعلم في الولايات المتحدة الأمريكية. جدير بالذكر أنه حصل على العديد من الجوائز منها ميدالية الجامعة الدولية للعلوم الطبية ببنغازى ليبيا في 2011، وجائزة جامعة المنصورة للتفوق العلمى في العلوم الإنسانية لعام 2012.
·  ليسانس في الآداب والتربية / لغة إنجليزية / عام 1979.
·  دبـلــوم خاص في التربية / تخطيـط وإدارة تعليـــم/عام 1982.
·  ماجســتير في أصول التربية / عام 1987.
·  دكتوراه في أصول التربية (تخطيط تعليم) فبراير 1991.

## مناصب
·  رئيس اللجنة التنفيذية العليا لمتابعة تنفيذ المشروع القومي لمحو الأمية الذي تنفذه الجامعات المصرية، اعتبارًا من أغسطس 2019حتى الآن.
·  مقرر اللجنة التنسيقية العليا لقطاعات كليات إعداد المعلم واللجان الأخرى ذات العلاقة بالمجلس الأعلى للجامعات والتي تضم قطاعات: (الدراسات التربوية، التعليم النوعي والاقتصاد المنزلي، التربية الرياضية، الطفولة المبكرة ورياض الأطفال، الفنون والموسيقى، الخدمة الاجتماعية، الحاسبات والمعلومات)، اعتبارًا من مايو 2019حتى الآن.
·  رئيس لجنة قطاع التعليم النوعي والاقتصاد المنزلي بالمجلس الأعلى للجامعات، من يناير 2019 حتى الآن.
·  عضو اللجنة العلمية الدائمة لترقية الأساتذة والأساتذة المساعدين في مجال أصول التربية والتخطيط التربوي بالمجلس الأعلى للجامعات: الدورات:(9) 2008-2011، و (12) 2016-2019، و (13) 2019-2022.
·  عضو لجنة تقييم المتقدمين لشغل الوظائف القيادية العليا بالمصالح والهيئات والوزارات (مدير عام، وكيل وزاره، وكيل أول وزاره) بمعهد إعداد القادة بوزارة التخطيط والمتابعة والإصلاح الإداري، اعتبارًا من 2017 حتى الآن.
·  وزير التربية والتعليم والتعليم الفني في الفترة من 2015 - 2017.
·  نائب رئيس جامعة المنصـورة لشئـون التعلـيم والطـلاب 2015.
·  وكيل أول وزارة التعليم العالي/ رئيس قطاع الشئون الثقافية والبعثات بوزارة التعليم العالي 2014 – 2015.
·  مشـرف على اللجنة الوطنـيـة المصـريـة لليــونسـكو 2014 -2015.
·  مستشار مصـر الثقافي ومدير المركز الثقافي المصري بطرابلس/ ليبيا 2010 - 2014.
·  عميد كلية التربية النوعية بالمنصورة وفرعيها بميت غمر ومنية النصر ج. المنصورة 2004-2010.
·  وكيل كلية التربية النوعية وفرعيها بميت غمر ومنية النص لشئون التعليم والطلاب، 1997- 2004.
· رئيس قســم العلــوم التربويــة والنفسية بكلية التربية النوعية وفرعيها، جامعة المنصــورة 1994 - 2004.

## مؤلفاته
قام بإعداد ونشر (15) كتاب حول قضايا التعليم والتربية والثقافة والنظام الاجتماعي، منـــــــها:
·  كنت وزيرًا للتربية والتعليم والتعليم الفني: البرامج التنفيذية لتطوير التعليم في مصر (2015 -2017)، المكتبة العصرية، المنصورة، 2018.
·  قضايا معاصرة في التعليـم الجامعي (مشترك)، المكتبـة العصريـة، المنصـورة، 2017.
·  إدارة رأس المال الفكري في مؤسسات التعليم العالي، مركز تطوير الأداء، ج. المنصورة 2017.
·  قضايا معاصرة في إدارة مؤسسات التعليم العالي، المكتبــة العصرية، المنصورة، 2017.
·  الجـــودة والاعتماد في مؤسسـات التعليـم العالي، المكتبة العصرية بالمنصورة، 2010.
·  دليل المصطلحات المستخدمة في الجـــودة والاعتماد الأكاديمي، مركز تطوير الأداء بجامعة المنصـورة، الطبعــة الأولـى 2009، الطبعـة الثانية 2010 (مزيدة ومنقحة).
·  إدارة المـؤسسـات التعليمـية، دار الجـامعـة الجــديدة، الإسكندرية، 2008.
·  قضــايا في فلسفـة التربيــة، دار الجامعــة الجديدة، الإسكندرية، 2008 .
·  التخطيــط الاستراتيجي وديناميكية التغير في النظم التعليمية، دار الجامعة الجديدة، الإسكندرية، 2008.
·  التخطيط الاستراتيجي للتعليم العالي ضمن مشـــروع بحثي بكليــة التربيــة، جامعة المنصـورة، 2008.
·  التعليم الجامعي والعالي في القرن الحادي والعشرين، دار الجامعــة الجديدة، الإسكندرية، 2008.
·  تطبيــــق إدارة الجـــــــودة الشاملــة في كليتي التربية النوعية بالمنصــورة ودمياط، ج. المنصـورة، 2007.

### ترجمة
قام بترجمة ونشر الأعمال الآتية:
·  معايير تقييم المرشحين للعمل بالتدريس في ولاية شمال كارولينا بالولايات المتحدة، مجلة ك. تربية بورسعيد، السنة 3، 2009.
·  النموذج الأوروبي لإدارة التميز في التعليم العالي، المركز العربي للتعليم والتنمية، القاهرة، 2011.
·  المعايير المهنية لاعتماد مؤسسات إعداد المعلم في الولايات المتحدة، مجلة ك. تربية دمياط، العدد (56) 2009.
·  الأصول الفلسفية للتربية: ترجمة د. بدر بن جويعد العتيبى، مراجعة وتحكيم أ.د الهلالي الشربيني لصالح جامعة الملك سعود بالمملكة العربية السعودية، 2009 (860 صفحة).

### أبحاث وأوراق العمل المنشورة
قام بإعداد وإلقاء ونشر الأبحـاث والمقالات والكلمات وأوراق العمل التالية:
·  150 كلمة ومحاضرة في مناسبات وفعاليات علمية وتعليمية وثقافية وقومية مختلفة على المستويات المحلية والعربية والدولية
·  75 بحث علمي وورقة عمل حول قضايا التربية والثقافة والمجتمع تم نشرها في مجلات ومؤتمرات محلية وعربية ودولية محكمة، منها:
·  المستحدثات التكنولوجية ودورها في تمكين مؤسسات التعليم من تحقيق التنمية المستدامة، المؤتمر العلمي الدولي الثاني لكلية التربية النوعية، ج. كفر الشيخ بعنوان: الإبداع والمستحدثات التكنولوجية ودورها في تطوير التعليم النوعي لتحقيق التنمية المستدامة، الغردقة، الفترة من 6-9 أكتوبر 2019.
·  الثورة الصناعية الرابعة والتعلم الذكي، المؤتمر العلمي الدولي الثالث عشر للمنتدى العربي للتنمية التكنولوجية بعنوان: الثورة الصناعية الرابعة والتعليم الذكي، القاهرة، الفترة من 26-29 / 9/ 2019.
·  دور التكنولوجيا في العملية التعليمية في الوطن العربي في ظل التحديات الإقليمية والدولية التي تحيط بالأمة العربية، المؤتمر العلمي الثاني الدولي الأول للجمعية المصرية للتنمية التكنولوجية بعنوان: التكنولوجيا المتكاملة وحلول البرمجيات: رؤى ومتطلبات للتنمية المستدامة في الوطن العربي، العين السخنة، 20-22 / 8 / 2019. (بالإضافة إلى رئاسة شرف المؤتمر+ إلقاء كلمة في الافتتاح).
·  التربية وتحديات القرن الحادي والعشرين، المؤتمر العلمي الأول لكلية التربية، ج. مدينة السادات بالتعاون مع الجمعية العلمية لاتحاد كليات التربية ومعاهدها في الجامعات العربية بعنوان: التربية وتحديات القرن الحادي والعشرين، مدينة السادات، 29-30 يونيو 2019.
·  تدويل التعليم والبحث العلمي بجامعة المنصورة كمدخل لمواجهة تحديات العولمة، مؤتمر كلية التربية النوعية، ج. المنصورة بعنوان: تطوير القدرة التنافسية والمعلوماتية للبحث العلمي، 10- 11 أبريل 2019.
·  الإعلام والتعليم وتحديات الأمن القومي العربي، المؤتمر الدولي الثالث "الإعلام والأزمات.. الأبعاد الاستراتيجيات"، جامعة الملك خالد بالمملكة العربية السعودية، الفترة من 21- 22 مارس 2019.
·  إصلاح وتطوير الخدمات التعليمية في المدارس الحكومية في ظل المجانية والإلزام: (برنامج المنشآت التعليمية نموذجًا)، مؤتمر مجانية التعليم بين القبول والرفض (رؤى واتجاهات)، كلية التربية، جامعة سوهاج، الأحد 24 فبراير 2019.
·  محو الأمية وتعليم الكبار في مصر (الواقع والتحديات والمقترحات)، مؤتمر التعليم النوعي وبناء الأنسان، ك. التربية النوعية، جامعة القاهرة، 17-18 فبراير 2019.
·  التنافسية الدولية وحتمية تطبيقها في مؤسسات التعليم " قراءة تحليلية لمحور التعليم في تقرير التنافسية الدولية لعام 2017/ 2018"، المؤتمر الدولي السنوي الحادي عشر للمركز العربي للتعليم والتنمية: مستقبل المكون المعرفي للتنمية المستدامة (التعليم والبحث العلمي نموذجًا)، القاهرة جامعة عين شمس، الفترة من 16- 18 فبراير 2019 .
·  دعم ذوي الاحتياجات الخاصة من المعاقين، والموهوبين، والفائقين في برامج وزارة التّربية والتّعليم في الفترة من سبتمبر2015 حتى فبراير2017، مجلة بحوث التّربية النّوعيّة، ج. المنصورة، العدد (50)، 2018.
·  دعم وإصلاح منظومة التّعليم الفني وربطها باحتياجات سوق العمل، مجلة بحوث التربية النوعية، جامعة المنصورة، العدد (51)، 2018.
·  تطوير التّعليم الخاص والدولي في مرحلة التّعليم قبل الجامعي، مجلة بحوث التربية النوعية، جامعة المنصورة، العدد (52)، 2018 .
·  تطوير السياسات المالية والإدارية بوزارة التربية والتعليم الفني "المشروع المقترح لقانون التعليم قبل الجامعي في مصر"، مجلة بحوث التربية النوعية، جامعة المنصورة، العدد (53)، 2018 .
·  التعليم وتحديات الأمن القومي العربي: الواقع والمأمول، المؤتمر الدولي لكلية التربية جامعة أسيوط - الغردقة 26-29 أكتوبر 2018.
·  تطوير نظم الامتحانات والتقويم في برنامج وزارة التربية والتعليم الفني في الفترة من سبتمبر2015 حتى فبراير 2017، المؤتمر العلمي الخامس الدولي الثاني للجمعية العربية للقياس والتقويم بالتعاون مع أكاديمية طيبة، القاهرة، أبريل 2018.
·  تطوير المناهج ونظم الامتحانات وأساليب التقويم، المؤتمر السنوي العربي (13)، الدولي (10): التعليم النوعي في مصر والعالم العربي في ضوء استراتيجيات التنمية المستدامة، ك. التربية النوعية، ج. المنصورة 11/4/ 2018
·  إعادة الانضباط السلوكي والأخلاقي والمواظبة للمدارس، والحد من ظاهرة انتشار تجارة الدروس الخصوصية، المؤتمر السنوي السابع، والدولي الخامس، ك. التربية، ج. بور سعيد: أخلاقيات مهنة التدريس بين التطبيق والتغييب، بورسعيد، من 31/ 3- 1/4/ 2018.
·  دعم الأنشطة التربوية وتحسين جودة الحياة المدرسية من خلال تنفيذ مشروع المدارس المصرية اليابانيّة وتطبيق أنشطة التوكاستو، مجلة بحوث التربية النوعية، ج. المنصورة، العدد (49)، يناير 2018.
·  دعم المنشآت التعليمية كمدخل لتحقيق الإتاحة العادلة لجميع الأطفال، مجلة بحوث التربية النوعية، ج. المنصورة، العدد (47)، يوليو 2017.
الارتقاء بأداء الإدارة المدرسيّة وتوفير فرص التّنمية المهنيّة المستدامة للمعلّمين، المؤتمر العلمي الدولي الثاني لكلية التربية ج. عين شمس: كليات التربية نحو نموذج أفضل، القاهرة، 23-27 أكتوبر 2017.

## المشروعات البحثيـة
قام بإنجاز (8) مشروعـــات في: مصــر، والولايات المتحــدة، وتونس، واليمــن، والســودان، وليبيا، على النحو التالي:
·  إنشاء دبلوم مهني جديد بكلية التربية النوعية، جامعة المنصورة، بعنوان إدارة المؤسسات التعليمية،
يونيو 2017 .
·  بناء تصور للمجلس الاعلى للتخطيط الاستراتيجي للجامعات في العالم الإسلامي (المنظمة الإسلامية للتربية والثقافة والعلوم بالمغرب)، باحث رئيس، السودان 1/8/2010 -15/8/2011. 
·  خصخصة الإسكان الجامعي الطلابي بجامعة المنصورة، باحث رئيس، من 1/8/2009 حتى 30/9/2011.
·  مشروع جودة التعليم العالي بالتعاون مع 6 جامعات أمريكيــة، باحث مشارك، من 1/8/2008 حتى 1/9/2008.
·  تطبيق مفاهيم إدارة الجودة الشاملة في كليتي التربية النوعية بجامعة المنصورة، باحث رئيس، من 1/8/2005 حتى 30/9/2007.
·  تطبيق التعليم الجامعي المفتوح بجامعة المنصورة، باحث مشارك، من 15/8/2001 حتى 30/8/2003.
·  إمكانية تطبيق نموذج الجامعة العربية المفتوحة في مناطق أخرى من العالم العربي (المنظمة العربية للتربية والثقافة والعلوم بتونس)، باحث مشارك، تونس من 15/1/2003 حتى 1/2/2003.
·  تطبيق التخطيط الاستراتيجي في مؤسسات التعليم العالي في مصر، باحث رئيسي، الولايات المتحدة، من 1/11/1999 حتى 1/3/2000.

## الإشراف والتحكيم العلمي
أشرف على عدد كبير من رسائل الماجستير والدكتوراه، وشارك في مناقشة عدد آخر، كما قام بتحكيم عدد كبير أيضًا من الأبحاث العلمية لصالح مجلات ومؤتمرات علمية ولجان ترقية، وذلك على النحو التالي:
·  أشرف على ما يقرب من (50) رسالة ماجستير ودكتوراه في مجالات: التربية، وعلم النفس، والإعلام التربوي، والطفولة ورياض الأطفال، والتربية الفنية، والتربية الموسيقية، والحاسب الألى في التعليم، وإدارة مؤسسات الأسرة والطفولة.
·  شارك في مناقشة أكثر من (60) رسالة ماجستير ودكتوراه موزعة في كل الجامعات المصرية تقريبًا وبعض الجامعات العربية لطلاب مصريين وعرب، وذلك في مجالات: التربية، وعلم النفس، والإعلام التربوي، والطفولة ورياض الأطفال، والتربية الفنية، والتربية الموسيقية، والحاسب الألى في التعليم، وإدارة مؤسسات الأسرة والطفولة.
·  قام بتحكيم ما يزيد على (300) بحث في مجالات العلوم الإنسانية والاجتماعية والتربوية من داخل مصر ومن خارجها، وذلك للنشر في مجلات ومؤتمرات علمية.
قام بتحكيم ما يزيد على (400) بحث من داخل مصر ومن خارجها لترقية أصحابها لدرجة أستاذ مساعد أو أستاذ بالجامعات المصرية وبعض الجامعات العربية.

## الدورات التدريبية (مدرب / ومتدرب)
شارك في أكثر من 100 دورة تدريبية، بعضها كمتدرب والبعض الآخر كمدرب في الفترة من 1997 حتى 2015 غطت موضوعات كثيرة ومتنوعة، منها:
·  التخطيط الاستراتيجي في مؤسسات التعليم.
·  الأمن القومي العربي، والأمن الوطني المصري.
·  الثقافة ودورها في إعادة الريادة المصرية في المنطقة.
·  الثورة الصناعية الرابعة وانعكاساتها على الأمن القومي.
·  حروب الجيلين الرابع والخامس وانعكاساتها على المنطقة العربية.
·  العولمة وانعكاساتها على المنطقة العربية.
·  تطوير نظم وتكنولوجيا المعلومات ICTP.
·  إدارة التميز في المؤسسات الحكومية.
·  إدارة الأزمات في المؤسسات التعليمية.
·  الإدارة الجامعية الفعالة.
·  النظم الإدارية الحديثة في المؤسسات والشركات.
·  الإدارة الفعالة للاجتماعات.
·  إدارة الناس.
·  الجوانب المالية بالجامعات.
·  الجوانب القانونية.
·  رعاية وتنمية الطفولة.
·  محو الأمية وتعليم الكبار.
·  البحث والتنمية والابتكار (RDI).
·  دمج ذوي الاحتياجات الخاصة بمؤسسات التعليم

## إنشاء المجلات العلمية والتحكيم فيها
·  أنشأ مجلة بحوث التربية النوعية، ورأس مجلس إدارتها في الفترة من 2005 حتى 2010، كلية التربية النوعية، جامعة المنصورة (مجلة مدرجة على بنك المعرفة المصري ولها ترقيم دولي).
·  يقوم بالتحكيم لعدد من المجلات المتخصصة في المجالات التربوية والاجتماعية والإنسانية والثقافية، منها:
-   مجلة بحوث التربية النوعية، كلية التربية النوعية، جامعة المنصورة.
-   مجلة كلية التربية، جامعة المنصورة.
-   مجلة كلية التربية للطفولة المبكرة، جامعة المنصورة.
-   مجلة كلية التربية، جامعة بور سعيد.
-   مجلة كلية التربية، جامعة الأزهر.
-   مجلة كلية التربية النوعية، طنطا
-   مجلة مستقبل التربية العربية، المركز العربي للتعليم والتنمية.
-   مجلة كلية التربية، جامعة دمياط.
-   مجلة كلية التربية جامعة بنها
-   مجلة كلية التربية جامعة المنيا
-   مجلة مركز تطوير الأداء بجامعة المنصورة

## رئاسة وعضوية اللجان والجمعيات
تولى رئاسة عدد كبير من اللجان المهمة على المستوى القومي ذات علاقة بمجالات عديدة علمية وثقافية وسياسية وإدارية وقانونية ومالية، كما شارك كعضو في عدد آخر، منها:
·  رئيس اللجنة العليا لمتابعة تنفيذ المشروع القومي لمحو الأمية الذي تنفذه الجامعات المصرية، اعتبارًا من 1/8 / 2019حتى الآن.
·  رئيس اللجنة التنسيقية العليا لقطاعات كليات إعداد المعلم والخدمة الاجتماعية بالمجلس الأعلى للجامعات، والتي تضم قطاعات: (الدراسات التربوية، التعليم النوعي والاقتصاد المنزلي، التربية الرياضية، الطفولة المبكرة ورياض الأطفال، الفنون والموسيقى، الخدمة الاجتماعية، الحاسبات والمعلومات) اعتبارًا من مايو 2019حتى الآن.
·  رئيس لجنة قطاع كليات التربية النوعية والاقتصاد المنزلي وهيئة مكتبها بالمجلس الأعلى للجامعات، اعتبارًا من1 / 1 / 2019 حتى الآن.
·  عضو اللجنة العلمية الدائمة لترقية الأساتذة والأساتذة المساعدين في مجال أصول التربية
والتخطيط التربوي بالمجلس الأعلى للجامعات، الدورات: (9) 2008-2011، و (12) 2016-2019، و(13) 2019-2022.
·  عضو لجنة تقييم القيادات العليا بمعهد إعداد القادة بوزارة التخطيط اعتبارً ا من، 2017 حتى الآن.
·  عضو اللجنة الاستشارية العليا بمحافظة الدقهلية اعتبارًا من سبتمبر 2018 حتى الآن.
·  مراجع واستشاري تخطيط استراتيجي لبعض الخطط الاستراتيجيــة في الجامعات، 2006-2019.
·  عضو المجلس الاستشاري لمحافظة الدقهلية اعتبارًا من 15/4/2017 حتى سبتمبر 2018.
·  عضو لجنة اختيار رئيس جامعة المنصورة لعام 2018.
·  عضو محكم بلجنة جائزة الجامعة التقديرية جامعة دمياط، أغسطس 2018.
·  عضو محكم بلجنة علمية لصالح جامعة المنوفية، يوليو 2018.
·  رئيس لجنة وضع الخطة الإستراتيجية لكلية التربية النوعية، ج. المنصورة 2017.
·  عضو مجلس إدارة مركز تطوير الأداء الجامعي بجامعة المنصورة اعتبارًا من مارس 2017.
·  عضو مجلس كلية التربية النوعية، ج. المنصورة وفرعيها من 1997-2004، ومن 2017 – الآن.
·  عضو مجلس جامعة المنصورة من 2004حتى 2010، ومن مارس 2015 حتى سبتمبر 2015.
·  عضــــو المجـــلـس الأعـــلـى للجـامعـات من 2015حتى 2017.
·  رئيــس المجلس الأعلى للتعليم قبـل الجامعي من 2015حتى 2017.
·  رئيــس مجـلس إدارة المـركــز القومي للبحـوث التربـويـة والتنميـة من 2015حتى 2017.
·  رئيـس مجلس إدارة المركـز القومي للامتحانات والتقويـم التربوي من 2015حتى 2017.
·  رئيــس مجلس إدارة صــندوق دعـم وتمويل المشروعات التعليمية بوزارة التعليم 2015- 2017.
·  رئـيـس مجلس إدارة الهيئة العامة للأبنيـة التعليمية من 2015حتى 2017.
·  رئـــيـس مجلس إدارة الأكاديمية المهنية لتدريب المعلـمين من 2015حتى 2017.
·  رئـيس لجنة اختيار القيادات بوزارة التربيـة والتعليم والتعليم الفني من 2015حتى 2017.
·  عضو مجلس إدارة صـندوق تطوير التعليم التابـع لمجلس الوزراء من 2015حتى 2017.
·  عضو مجـلس إدارة مـدارس النيل/ صــندوق تطوير التعليم /مجلـس الوزراء 2015- 2017.
·  رئيس لجنة تنفيذ الخطة الاستراتيجية لمكافحة الفساد، ج. المنصورة، من أبريل2015 حتى سبتمبر2015.
·  عضو مجلس إدارة مركز تطوير الأداء الجامعي بجامعة المنصورة، من 30/3/2015 حتى 20/9/2015.
·  عضو لجنة التربية بالمجلس الأعلى للثقافة / وزارة الثقافة، من 11/12/2014 حتى 18/9/2015.
·  عضـو اتحاد الناشرين المصـرـين 2014- 2015.
·  عضـو الهيئة المصـريـة العامة للكتاب 2014- 2015.
·  عضــو المجلـس الأعلى للأزهـر الشـريـف 2014- 2015.
·  عضـو مجلس إدارة مركـز اللغـات والترجمة التخصصيـة/ جامعة القاهرة 2014-2015.
·  عضو مجلس إدارة المركز القومي للبحـوث التربويـة والتنميــة 2014-2015.
·  عضـو مجلس إدارة هيئة الفــولبرايـــت 2014-2015.
·  عضـو المجلس الأعلى للدراسات العليا بالمجلس الأعلى للجامعات 2014-2015.
·  رئيس لجنة شـئون العاملين بوزارة التعليم العالـي 2014-2015.
·  عضـو مجلس أمــناء الجامعـة المصرية اليابانيــة 2014-2015.
·  رئـيس مجلس إدارة صنـدوق الطلاب الوافدين / وزارة التعليم العالـي 2014-2015.
·  رئـيس اللجنـة القوميـة المصرية للباحثين الأجانب / وزارة التعليـم العالي 2014-2015.
·  عضـو لجنـة مراجعة الاتفاقيات بالجامعات الخاصة/ وزارة التعليم العالي 2014-2015.
·  عضو اللجنة التنفـيذية للبعثـات / وزارة التعليم العالي 2014-2015.
·  عضــو اللجنة العليـا للبعثـات / وزارة التعليم العالي 2014-2015.
·  عضـو مجلس إدارة المعهد القومي للاتصالات / وزارة الاتصالات وتكنولوجيا المعلومات2014-2015.
·  رئيس مجلس إدارة مركـز تعليم اللغة العربيـة لغيـر الناطقين بها/ وزارة التعليم العالى 2014-2015.
·  رئيس لجنتي معادلة الشهادات الوطنية والأجنبية فوق المتوسطة / وزارة التعليم العالي 2014-2015.
·  عضو المجلس الأعلى للدراسات العليا بالمجلس الأعلى للجامعات، من 1/7/2014 حتى 30/3/2015.
·  رئيــس لجنة شــئون العاملــين بــوزارة التعليــم العالي، من 1/7/2014 حتـى 30/3/2015.
·  محكم بلجنة علمية للترقية لصالح جامعة طرابلس، كلية التربية، ليبيا، أكتوبر 2010.
·  عضو محكم بلجنة علمية للترقية بجامعة مصراتة، كلية التربية، ليبيا، نوفمبر2010.
·  عضو محكم بلجنة علمية للترقية بجامعة الزاوية، كلية التربية، ليبيا، نوفمبر2010.
·  رئيـــس لجنــة التعليـم بالمجلـس الشعبي المحلى بمحافظـــة الــدقهليـــــة، من 2008 حتى 2010.
·  عضـــو لجنــة اختيار قيادات وزارة التربية والتعليـم بمحافظــة الدقهليــة، من 2002 حتى 2010.
·  عضو الجمعية المصرية للتربية المقارنة والإدارة التعليمية اعتبارًا من 15/1/1995.
·  عضو الجمعية المصرية لنظم المعلومات وتكنولوجيا الحاسبات، اعتبارًا من 5/1/1995.
·  عضو رابطة التربية الحديثة بالقاهرة، اعتبارًا من 10/1/1992.

## تنظيم ورئاسة وافتتاح وحضور مؤتمرات وندوات
قام بتنظيم، ورئاسة، وافتتاح، وحضور عدد كبير من المؤتمرات والندوات وورش العمل، منها:
·  تنظيـم عــدد (6) مؤتمرات دولية ورئاسـتها.
·  رئاسة شرفية لأكثر من (20) مؤتمر محلى ودولي.
·   تنظيم ورئاسة أكـثر من (100) نـدوة عربية على امتداد أربع سنوات بالمركز الثقافي المصري بطرابلس – ليبيا 2010- 2014 شارك فيها علماء وأدباء من معظم الدول العربية وبعض الدول الأسيوية، منها: مصر، ليبيا، السودان، العراق، فلسطين، سوريا، لبنان، تونس، المغرب، الجزائر، موريتانيا، المملكة العربية السعودية، الإمارات العربية، الكويت، عمان، أذريبجان.
·   متحدث، أو رئيس جلســـة في أكثر من (100) مؤتمر وندوة وورشة عمل عقدت على المستوى المحلى والعربي والدولي في الفترة من 2004-2017.
·   مثل جمهورية مصر العربية رسميًا في عدد كبير من المؤتمرات والمناسبات الدولية التي عقدت خارج مصر في دول كثيرة، منها: اليابان، وانجلترا، وتونس، وبنجلاديش، وأثيوبيا، وماليزيا، وليبيا، والإمارات العربية المتحدة، والكويت، والمملكة العربية السعودية، وجيبوتى.

## المشاركة في عقد اتفاقيات دولية
شارك في إنجاز عدد كبير من الاتفاقيات الخارجية لصالح وزارة التعليم العالي، والجامعات المصرية، ووزارة التربية والتعليم والتعليم الفني، والحكومة المصرية؛ حيث:
أنجز ما يقرب من (100) اتفاقية وبروتوكول تعاون ومذكرة تفاهم  سواء بالإعداد والتجهيز، أم المراجعة والاعتماد، أثناء العمل مستشار ثقافي، ووكيل أول وزارة التعليم العالي للشئون الثقافية والبعثات، ومشرف على اللجنة الوطنية لليونسكو، ونائب رئيس جامعة المنصورة لشئون التعليم والطلاب، ووزير للتربية والتعليم، ورئيس لبعض الوفود الرسمية، وكعضو ضمن وفد ممثل للحكومة، أو نيابة عن معالى وزير الخارجية، أو عن دولة رئيس مجلس الوزراء، وذلك مع دول كثيره عربية وأجنبية، منها، السعودية، ليبيا، الكويت، الإمارات، الجزائر، بريطانيا، الولايات المتحدة الأمريكية، ماليزيا، اليابان، كوريا الجنوبية، ألمانيا، فرنسا.

## مهمات عمل قومية:(لقاءات دولية، لجان عليا مشتركه دوليه، لجان قنصلية دولية)
شارك في عدد كبير من مهمات العمل القومية على المستوى الدولي، كما شارك أيضًا في عدد كبير من اللجان واللقاءات الدولية داخل مصر وخارجها، وذلك على النحو التالي:
·  شارك في عدد من المهمات الخارجية ممثلاًً للسيد رئيس الجمهورية، أو دولة رئيس مجلس الوزراء، أو معالي وزير الخارجية، أو كرئيس وفد، أو كعضو ضمن وفد حكومي، وذلك في دول كثيرة منها: المملكة المتحدة، واليابان، وماليزيا، وبنجلاديش، وأثيوبيا، وجيبوتى، وتونس، والسعودية، والكويت، وليبيا، والإمارات.
·  شارك في أكثر من (150) لقاء دولي داخل مصر وخارجها مع شخصيات دولية في مستوى مستشارين ثقافيين، وسفراء، ووزراء، ورؤساء حكومات، ورؤساء دول، وملوك، وأمراء.
·  شارك في لجان قنصلية مصرية سافرت إلى عدة دول عربية وأجنبية، منها: دولة الكويت، والرياض وجده بالمملكة العربية السعودية، وأبو ظبي ودبي بالإمارات العربية المتحدة، وطرابلس بدولة ليبيا.
·  شارك في عدة لجان عليا مشتركة بين جمهورية مصر العربية وبعض الدول العربية والأجنبية، منها: أثيوبيا، جمهورية السودان، المملكة العربية السعودية، دولة الكويت جمهورية الجزائر، سلطنة عمان.

## بعض المساهمات لصالح الجامعات
·  شارك في إنجاز عدد (94) اتفاقية وبروتوكول تعاون ومذكرة تفاهم لصالح الجامعات المصرية سواء بالإعداد والتجهيز، أم بالمراجعة، أم بالاعتماد والتوقيع، بصفته كوكيل أول لوزارة التعليم العالي، أو كوزير للتربية والتعليم والتعليم الفني، أو كرئيس لوفد، أو كعضو ضمن وفد ممثل للحكومة، أو نيابة عن معالي وزير الخارجية، أو دولة رئيس مجلس الوزراء الفترة من 2014 -2015
·  التبرع بمبلغ (27000 جنيها) لصالح أعمال الصيانة في ك. التربية النوعية بالمنصورة بموافقة مجلس الكلية ومجلس الجامعة، أكتوبر 2017.
·  التبرع بمبلغ (200000 جنيه) لصالح أعمال الصيانة في ك. التربية النوعية بالمنصورة بموافقة مجلسي الكلية والجامعة في 2019.
·  رئيس مجلس إدارة صندوق الخدمات التعليمية بالجامعة في الفترة من 15/3/2015 وحتى 18/9/2015.
·  رئيس مجلس إدارة صندوق الخدمات الطبية بالجامعة في الفترة من 15/3/2015 وحتى 18/9/2015.
·  رئيس مجلس إدارة المدن الجامعية بالجامعة في الفترة من 15/3/2015 وحتى 18/9/2015.
·  رئيس مجلس إدارة صندوق حصيلة الرسوم بالمدينة الجامعية في الفترة من 15/3/2015 وحتى 18/9/2015.
·  رئيس مجلس إدارة صندوق التكافل الاجتماعي بجامعة المنصورة، من 15/3/2015 حتى 18/9/2015.
·  رئيس مجلس شئون التعليم والطلاب في الفترة من 15/3/2015 حتى 18/9/2015.
·  رئيس مجلس إدارة مستشفى الطلبة بالجامعة في الفترة من 15/3/2015 حتى 18/9/2015.
·  رئيس مجلس تأديب الطلاب بالجامعة في الفترة من 15/3/2015 حتى 18/9/2015.
·  عضو مجلس إدارة صندوق البحوث بالجامعة في الفترة من 15/3/2015 حتى 18/9/2015.
·  عضو مجلس إدارة صندوق خدمة المجتمع وتنمية البيئة بالجامعة في الفترة من 15/3/2015حتى 18/9/2015.
·  عضو مجلس إدارة صندوق الانتساب الموجه بالجامعة في الفترة من 15/3/2015 حتى 18/9/2015.
·  عضو مجلس إدارة وحدة التعليم المفتوح بالجامعة في الفترة من 15/3/2015 حتى 18/9/2015.
·  عضو مجلس إدارة وحدة الوافدين بالجامعة في الفترة من 15/3/2015 حتى 18/9/2015.
·  عضو مجلس إدارة وحدة البرامج النوعية في الفترة من 15/3/2015 حتى 18/9/2015.
·  الاشراف على أعمال الامتحانات والكنترولات بالجامعة في الفترة من 15/3/2015 حتى 18/9/2015.
·  رئيس لجنة مكافحة الفساد في جامعة المنصورة في الفترة من 15/3/2015 حتى 18/9/2015.
·  رئس فريق التّفاوض بشأن اتّفاقيّة المنصورة مانشستر لطب الأسنان في الفترة من مارس 2015 وحتى سبتمبر 2015 (تمّ توقيع الاتّفاقيّة فيما بعد بتاريخ 8 / 9 / 2016).
·   ممثل جامعة المنصورة ضمن وفد الجامعات المصرية في اجتماعات التعاون في مجال التعليم العالي بين مصر وماليزيا مايو 2015.
·  رئيس مجلس شئون التعليم والطلاب بجامعة المنصورة من 3/3/2015 وحتى 18/9/2015.
·  نائب رئيس مجلس إدارة القرية الاوليمبية بالجامعة من 3/3/2015 حتى 18/9/2015.
·  رائد اتحاد طلاب جامعة المنصورة في الفترة من 3/3/2015 حتى 18/9/2015.
·  رئيس وفد الجامعات المصرية في اجتماعات التعاون في مجال التعليم العالي بين مصر وماليزيا واستقبال الطلاب الوافدين للدراسة بالجامعات المصرية 18 – 22 / 11/ 2014.
·  عضو مجلس شئون التعليم والطلاب بجامعة المنصورة من 2/11/1998 وحتى 11/9/2004.
·  عضو مجلس عمداء جامعة المنصورة من 12/9/2004 وحتى 12/9/2015.

## بعض المساهمات لخدمة المجتمع
·  رئيس مجلس إدارة مؤسسة أ. د الهلالي الشربيني للتنمية المستدامة والأعمال الخيرية (تحت التأسيس) .
·  عضو المجلس الاستشاري بمحافظة الدقهلية، من مارس 2017 حتى الآن.
·   عضو مجلس إدارة صندوق خدمة المجتمع وتنمية البيئة بالجامعة، من مارس 2015 حتى سبتمبر2015 عضو مجلس إدارة صندوق المشروعات الصغيرة بمحافظة الدقهلية في الفترة من 1/4/2015 حتى 19/9/2015.
·  عضو جمعية الدقهلية الخضراء للإنسان والبيئة، من 2003.
·  عضو بجمعية شباب الخير لتنمية المجتمع بالدقهلية، من 2010.
·  رئيس مجلس إدارة مركز الخدمة العامة للخدمات التربوية والفنية بكلية التربية النوعية
من 2004-2010.
·  عضو اللجنة العليا للإشراف والمتابعة على تنفيذ فعاليات الأسبوع البيئي الأول، ج. المنصورة، فبراير 2008.
·  رئيس لجنة التعليم بالمجلس الشعبي المحلي لمحافظة الدقهلية من 2008-2010.
·  عضو لجنة تسيير برنامج فكر العمل الحر لشباب الخريجين وطلبة كليات الهندسة والزراعة والحاسبات والمعلومات والتربية النوعية بجامعة المنصورة من 1/5/2005 حتى 30/1/2007.

## الخبرات

### خبرات سياسية ودبلوماسية؛ من خلال دورات في الجوانب السياسية والاستراتيجية، والعمل
·  وزيرًا للتربية والتعليم والتعليم الفني في مصر - من 19/9/2015 إلى 15/2/2017.
·  وكيل أول لوزارة التعليم العالي ورئيس قطاع الشئون الثقافية والبعثات بها، من 1/7/2014
إلى 3/3/2015.
·  نائبًا لرئيس جامعة المنصورة لشئون التعليم والطلاب، من مارس 2015 حتى سبتمبر 2015.
·  مشرف على اللجنة الوطنية المصرية لليونسكو، من سبتمبر 2014 حتى مارس 2015.
·  مستشار مصر الثقافي ومدير المركز الثقافي المصري بدولة ليبيا - من 25/9/2010 حتى 15/4/2014.
·  عضو اللجان القنصلية، واللجان العليا المشتركة، بين مصر وعدد من الدول العربية والأجنبية.
·  رئيس للجنة التعليم بالمجلس الشعبي المحلى لمحافظة الدقهلية الفترة من 2008 حتى سبتمبر 2010.
·  ممثل للسيد رئيس الجمهورية والسيد رئيس مجلس الوزراء والسيد وزير الخارجية في بعض المناسبات الدولية والمحلية من يوليو2014 حتى فبراير 2017.

### خبرات ثقافية؛ من خلال
·  إلقاء عدد من المحاضرات تتعلق بالشأن العام في مصر ومنطقة الشرق الأوسط من خلال مراكز النيل للإعلام، الفترة من 1991 حتى 2010.
·  إلقاء عدد من المحاضرات تتعلق بالقضايا الوطنية مثل محو الأمية وتعليم الكبار والتسرب من التعليم والزيادة السكانية، وذلك من خلال فرع الهيئة العامة لمحو الأمية بالدقهلية، الفترة من 1991
حتى 2010.
·  إلقاء ما يقرب من 100 كلمة وورقة عمل في مؤتمرات محلية وعربية ودولية حول قضايا متعددة منها: التعليم والثقافة والأمية والزيادة السكانية والأمن القومي المصري والعربي، الفترة من 1991 حتى 2017.
·  تنظيم حوالي 100 ندوة ثقافية وإدارتها بالمركز الثقافي المصري بطرابلس/ ليبيا تناولت موضوعات مختلفة في مجالات الآداب والفنون والعلوم والتكنولوجيا والثقافة والتربية.
·  تنظيم عدد من مهرجانات الفنون الشعبية، والأفلام الوثائقية، والأفلام القصيرة المصرية بكثير من المدن الليبية خلال الفترة من سبتمبر 2010 حتى فبراير 2014.
·  إجراء عدد كبير من الحوارات الصحفية واللقاءات التليفزيونية، ونشر عدد من المقالات، تتعلق بالشأن العام المصري والعربي والدولي.
·  نشر ما يقرب من 80 بحث علمي في دوريات ومؤتمرات وندوات علمية محكمة داخل مصر وخارجها.
·  المشاركة في مراجعة ما يقرب من 94 اتفاقية ثقافية بين الجامعات المصرية وبعض الجامعات الخارجية.
·  المساهمة في عقد عدد من الاتفاقيات الثقافية بين مصر وعدد من الدول العربية والأجنبية.

### خبرات إدارية وقيادية؛ من خلال
·  الدراسة الأكاديمية والأبحاث والكتب التي تم نشرها في مجال تخطيط وإدارة مؤسسات التعليم.
·  شغل مواقع قيادية على مدار ما يقرب من 21 عام متواصلة شملت: (رئيس قسم، وكيل كلية، عميد كلية، مستشار ثقافي ومدير مركز، مشرف على اللجنة الوطنية المصرية لليونسكو، وكيل أول وزارة التعليم العالي، نائب رئيس جامعة المنصورة لشئون التعليم والطلاب، وزير التربية والتعليم.

### خبرات تدريبية؛ من خلال
·  القيام بالتدريب في مركز ضمان الجودة بدولة ليبيا من 25/9/2010 حتى 15/4/2014.
·  القيام بالتدريب في مركز تنمية قدرات أعضاء هيئة التدريس، ج. المنصورة، من 2005 إلى 2010.
·  القيام بتدريب العاملين بديوان عام محافظة الدقهلية في الفترة من 208-2010.
·  الحصول على عدد كبير من الدورات التدريبية من جهات متعددة مصرية وأجنبية.

## التكريم
·  جائزة جامعة المنصورة التقديرية في العلوم الاجتماعية والإنسانية للعام 2019.
·  جـائزة جامعـة المنصـورة للتفـوق العلمي في العلوم الإنسانيـة والتربويـة للعام 2012.
·  تكريم من مجلس جامعة المنصورة بإطلاق اسمي على قاعة المؤتمرات الكبرى بكلية التربية النوعية، ج. المنصورة. بقرار مجلس الجامعة في 18/6/ 2017.
·  تكريم من المجلــس الأعلى للجامعات ووزارة التعلــيم العالي المصرية، مــارس من عـام 2017.
·  تكريم من وزارات: الثقافة، والتعليم، والتعليم العالي، وبعض الجامعات في الفترة، من 2010 حتى 2014.
·  تكريم من وزارات: التعليم، والتعليم العالي، والثقافة، وبعض الجامعات في ليبيا، من 2010 حتى 2014.
·  تكريم من محافظات: الدقهلية، والغربية، والمنوفية، والإسماعيلية والسويس وبورسعيد والأقصر وأسيوط وقنا والوادي الجديد والبحر الأحمر، وأسوان، والزقازيق، من 2010 حتى 2018.
·  تكريم من عدد من السفارات العربية والأجنبية ومكاتبها الثقافية بالقاهرة، وطرابلس، من بينها سفارات: السعودية، الكويت، الإمارات العربية المتحدة، عمان، ليبيا، تونس، السودان، كوريا، إندونيسيا، ماليزيا، الصومال، الولايات المتحدة، اليابان، المملكة المتحدة، من 2010 حتى 2017.
·  تكريم من أكثر من (50) مؤتمر محلى وعربي ودولي تناولت قضايا إنسانية وتربوية واجتماعية كثيره، منها: التعليم، والأمن القومي، والثقافة، والسكان، والأمية، والمرأة، وغير ها.
·  جائزة أفضل محاضر مـن جامعة المنصـورة في عام 2006.
·  جائزة من جامعة العلوم الطبية ببنغازى، ليبيا، 2011.